# Pere Nolasc de Bassa
 (décembre 2022).
Si vous disposez d'ouvrages ou d'articles de référence ou si vous connaissez des sites web de qualité traitant du thème abordé ici, merci de compléter l'article en donnant les références utiles à sa vérifiabilité et en les liant à la section « Notes et références ».
Pere Nolasc de Bassa i Girona (? - 1835) est un militaire espagnol du XIXe siècle.

## Biographie

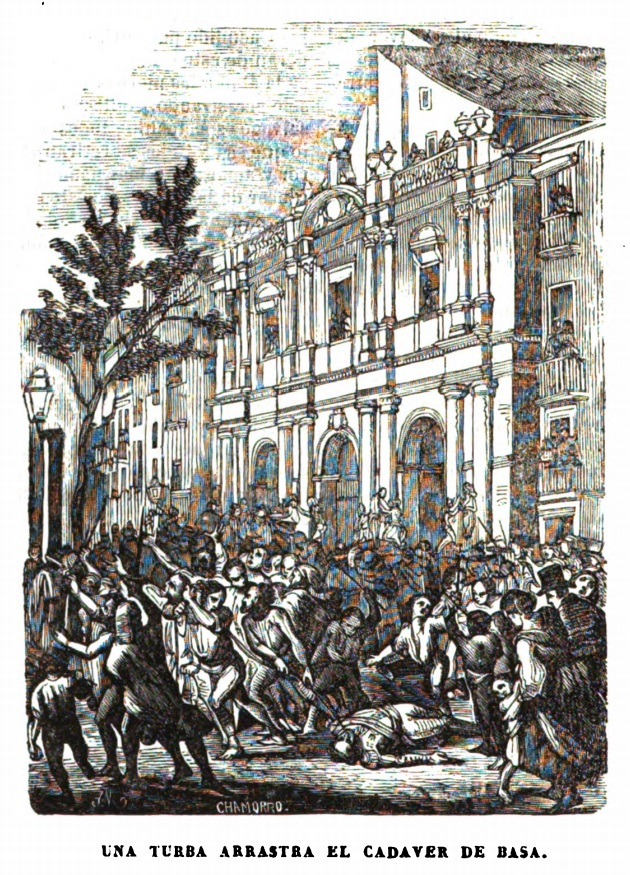
Le corps du général traîné dans les rues de Barcelone

Pere Nolasc, né à la fin du XVIIIe siècle à Milà, intègre l'armée durant la campagne napoléonienne d'Espagne et gravit rapidement les échelons jusqu'au grade de capitaine. Bientôt nommé colonel par Ferdinand VII. Il devient même général de brigade en 1830 et plus tard maréchal de camp. En 1833, il est gouverneur militaire de Cadix, puis de Barcelone en 1835. 
Néanmoins, cette même année de grands troubles éclatent en ville, à cause de la Première Guerre carliste. Chargé par son supérieur, Manuel Llauder, de trouver les coupables, il tente de désarmer les rebelles les plus hostiles. Le 6 août 1835, sa résidence est alors prise d'assaut et il est assassiné à son balcon. Son cadavre est alors traîné dans les rues et incinéré.

## Source
- (es) Cet article est partiellement ou en totalité issu de l’article de Wikipédia en espagnol intitulé « Pere Nolasc de Bassa » (voir la liste des auteurs).